# Diocesi di San Carlos de Bariloche
La diocesi di San Carlos de Bariloche (in latino Dioecesis Sancti Caroli Vurilocensis) è una sede della Chiesa cattolica in Argentina suffraganea dell'arcidiocesi di Bahía Blanca. Nel 2022 contava 170.000 battezzati su 243.000 abitanti. È retta dal vescovo Juan Carlos Ares.

## Territorio
La diocesi comprende cinque dipartimenti della provincia di Río Negro: Bariloche, Ñorquincó, Pilcaniyeu, Veinticinco de Mayo e Nueve de Julio.
Sede vescovile è la città di San Carlos de Bariloche, dove si trova la cattedrale di Nostra Signora del Nahuel Huapi.
Il territorio si estende su 78.000 km² ed è suddiviso in 17 parrocchie.

## Storia
La diocesi è stata eretta il 22 luglio 1993 con la bolla In hac beati di papa Giovanni Paolo II, ricavandone il territorio dalla diocesi di Viedma.
Il 18 luglio 1994, con la lettera apostolica Beatam Virginem, lo stesso papa Giovanni Paolo II ha confermato la Beata Maria Vergine, venerata con il titolo di Nuestra Señora de las Nieves, e San Carlo Borromeo, patroni della diocesi.

## Cronotassi dei vescovi
Si omettono i periodi di sede vacante non superiori ai 2 anni o non storicamente accertati.
- Rubén Oscar Frassia (22 luglio 1993 - 25 novembre 2000 nominato vescovo di Avellaneda)
- Fernando Carlos Maletti † (20 luglio 2001 - 6 maggio 2013 nominato vescovo di Merlo-Moreno)
- Juan José Chaparro Stivanello, C.M.F. (9 luglio 2013 - 20 ottobre 2022 nominato vescovo di Merlo-Moreno)
- Juan Carlos Ares, dal 19 maggio 2023

## Statistiche
La diocesi nel 2022 su una popolazione di 243.000 persone contava 170.000 battezzati, corrispondenti al 70,0% del totale.
| anno | popolazione | popolazione | popolazione | presbiteri | presbiteri | presbiteri | presbiteri                | diaconi | religiosi | religiosi | parrocchie |
| anno | battezzati  | totale      | %           | numero     | secolari   | regolari   | battezzati per presbitero | diaconi | uomini    | donne     | parrocchie |
| ---- | ----------- | ----------- | ----------- | ---------- | ---------- | ---------- | ------------------------- | ------- | --------- | --------- | ---------- |
| 1999 | 109.947     | 125.700     | 87,5        | 15         | 4          | 11         | 7.329                     | 2       | 15        | 22        | 9          |
| 2000 | 108.677     | 120.000     | 90,6        | 15         | 4          | 11         | 7.245                     | 2       | 15        | 21        | 9          |
| 2001 | 108.000     | 120.000     | 90,0        | 17         | 7          | 10         | 6.352                     | 2       | 14        | 21        | 10         |
| 2002 | 111.000     | 142.000     | 78,2        | 19         | 8          | 11         | 5.842                     | 3       | 14        | 20        | 11         |
| 2003 | 112.000     | 145.000     | 77,2        | 20         | 8          | 12         | 5.600                     | 2       | 14        | 27        | 12         |
| 2004 | 112.500     | 149.000     | 75,5        | 24         | 9          | 15         | 4.687                     | 2       | 17        | 25        | 13         |
| 2010 | 120.000     | 171.000     | 70,2        | 28         | 19         | 9          | 4.285                     | 2       | 12        | 39        | 19         |
| 2014 | 125.300     | 177.000     | 70,8        | 27         | 16         | 11         | 4.640                     | 2       | 15        | 37        | 19         |
| 2017 | 161.700     | 232.000     | 69,7        | 26         | 17         | 9          | 6.219                     | 2       | 11        | 26        | 19         |
| 2020 | 166.600     | 239.100     | 69,7        | 26         | 18         | 8          | 6.407                     | 1       | 10        | 28        | 17         |
| 2022 | 170.000     | 243.000     | 70,0        | 25         | 17         | 8          | 6.800                     | 2       | 12        | 23        | 17         |